# فریزر اسمیث
فریزر اسمیث (انگلیسی: Fraser T. Smith؛ زادهٔ ۸ فوریهٔ ۱۹۷۱) تهیه‌کننده موسیقی، ترانه‌سرا، و گیتارنواز اهل بریتانیا است. وی از سال ۱۹۹۵ میلادی تاکنون مشغول فعالیت بوده‌است.
وی همچنین برندهٔ جوایزی همچون جایزه گرمی شده‌است.